# Jewel Box (St. Louis)
Die Jewel Box oder auch St. Louis Floral Conservatory oder City of St. Louis Floral Display House ist ein Gewächshaus bzw. Museum in Forest Park, St. Louis, Missouri. Es dient heute als öffentliches Museum für Gartenbau und ist in das National Register of Historic Places (NRHP) eingetragen.
Das Gewächshaus wurde von dem Architekten William C. E. Becker entworfen und 1936 von der Robert Paulus Construction Company gebaut. Es besteht aus fünf abgestuften aufgesetzten Holzdächern mit Lichtgaden statt eines normalen Glasdaches, um Schaden durch die in der Gegend regelmäßigen Hagelschläge zu verhindern. Bauherr des im Stil des Art déco erbauten Gebäudes ist die Stadtverwaltung St. Louis (City of St. Louis. Dept. of Parks. Recreation and Forestry).

## Geschichte
Im Jahr 1913 wurde Nelson Cunliff Commissioner of Parks and Recreation for St. Louis City. Wegen der hohen Belastung durch Rauch und Kaminruß innerhalb der Stadt suchte er nach Pflanzen, die für diese Bedingungen widerstandsfähig genug waren. Er ersuchte später John Moritz, der für die Gewächshäuser der Stadt verantwortlich war, ein Vorzeigegewächshaus zu schaffen, um die verschiedenen Pflanzen auszustellen, die diesen Bedingungen standhalten konnten. Der Überlieferung nach verglich jemand die Präsentation mit einem Schmuckkästchen, „like a jewel box“, woher sich der Name herleitet. Als 1933 Bernard F. Dickmann der 34. Bürgermeister von St. Louis wurde, entschied er sich zum Bau eines neuen Gewächshauses. Für den Bau wurden 125.000 US-Dollar freigegeben (in heutigen Preisen etwa 2.614.000 US-Dollar) und William C. E. Becker, der damalige städtische Chefingenieur für Brücken und Gebäude erhielt die Weisung, das Gewächshaus zu planen. Der Bau begann am 12. Dezember 1935 und am 14. November 1936 wurde das Bauwerk seiner Bestimmung übergeben.
Die Renovierung des Gebäudes, die rund 3,5 Millionen US-Dollar kostete, wurde 2002 abgeschlossen.

## Konstruktion
Die Jewel Box besteht aus 1550 m² Flachglas, die in über 4000 Rahmen eingepasst sind und von einer Konstruktion aus Holz und Schmiedeeisen getragen werden. Die meisten Glasscheiben sitzen in einem Kupferrahmen mit Grünspanpatina. Die tragende Konstruktion ruht auf acht starren Bögen. Verstrebungen zwischen der Bögen sorgen für die Stabilität. Die Decke wird aus Holzplanken gebildet. Der Eingang ist ein gemauertes Vestibül aus Kalkstein. Im Inneren des Gewächshauses befindet sich am südlichen Ende ein Balkon, dessen Fußboden aus Beton besteht. Vor dem Eingang wurde ein Reflexionsbecken angelegt.